# Txernavski
Txernavski (en rus: Чернавский) és un poble (un possiólok) de l'óblast de Kurgan, a Rússia, que en el cens del 2010 tenia 191 habitants. Pertany al districte de Ketovo.